# Gran Premio Supercortemaggiore
Il Gran Premio Supercortemaggiore fu la denominazione di una serie di gare automobilistiche organizzate dall'allora Agip (oggi Eni) per pubblicizzare il prodotto Supercortemaggiore, una benzina raffinata dal giacimento petrolifero di Cortemaggiore. Il Gran Premio Supercortemaggiore non è da confondersi con il Trofeo Supercortemaggiore, competizione automobilistica stradale di granfondo. Si è tenuto in quattro occasioni dal 1953 al 1956 sui circuiti di Merano e Monza. 

## I circuiti

### Merano
Il primo Gran Premio Supercortemaggiore si è tenuto presso il Circuito di Merano nel 1953. Questa data rimane l'unica tappa che ha visto il Gran Premio Supercortemaggiore correre presso questo circuito.

### Monza
Le edizioni II-III e IV si sono disputate presso l'autodromo di Monza.

## Albo d'oro
| Anno | Circuito | Pilota                           | Vettura                             | riferimenti       |
| ---- | -------- | -------------------------------- | ----------------------------------- | ----------------- |
| 1953 | Merano   | Juan Manuel Fangio               | Alfa Romeo 6C 3000 CM Spider Merano | [ 2 ] [ 3 ]       |
| 1954 | Monza    | Mike Hawthorn / Umberto Maglioli | Ferrari 735 S                       | [ 4 ]             |
| 1955 | Monza    | Jean Behra / Luigi Musso         | Maserati 300S                       | [ 5 ] [ 6 ]       |
| 1956 | Monza    | Peter Collins / Mike Hawthorn    | Ferrari 500 TR Touring              | [ 7 ] [ 8 ] [ 9 ] |